# Hyalomma dromedarii
Hyalomma dromedarii är en fästingart som beskrevs av Koch 1844. Hyalomma dromedarii ingår i släktet Hyalomma och familjen hårda fästingar. Inga underarter finns listade i Catalogue of Life.